# Katedralen i Krk

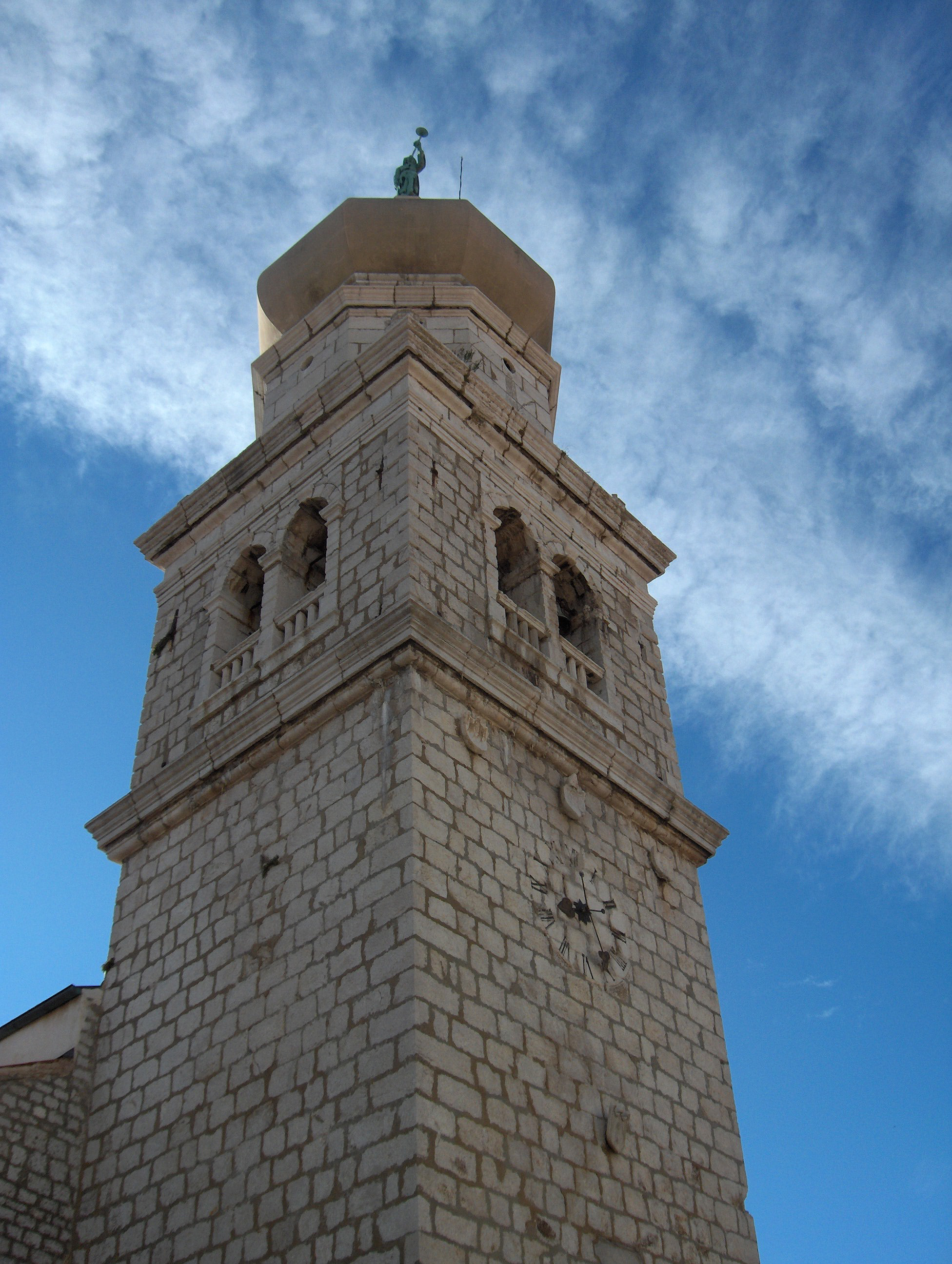
Klocktornet till katedralen i Krk

Katedralen i Krk är säte för biskopen av Krk, vilket är ett stift inom den romersk-katolska kyrkan i Kroatien. Katedralen, vilken är tillägnad Jungfru Marie himmelsfärd, är belägen i staden Krk på ön Krk i Kvarnerbukten utanför Kroatien.

## Kyrkobyggnaden
Katedralen byggdes under 400-talet eller 500-talet, men arkeologiska undersökningar pekar på att platsen användes av kristna redan på 300-talet. Dess nuvarande utformning fick den runt 1100-talet. Ett klocktorn tillkom på 1500-talet.